# كارل غيبهارت
كارل فيتز غيبهارت (23 نوفمبر 1897 - 2 يونيو 1948) - المولود في مدينة «هاغ» من ولاية بافاريا في الجنوب الألماني وكان من الأطباء الذين مارسوا أقبح أنواع التجارب على معتقلي معسكرات الاعتقال في الحرب العالمية الثانية في مجال الجراحة كما يعد الطبيب الشخصي للنازي هاينريش هيملر.

## قبل الحرب
قبل الحرب العالمية الثانية وفي عام 1924 تخرج «كارل» من كلية الطب في ميونخ والتحق بمستشفى جامعة ميونخ حيث بدأ بزوغ نجمه في مجال الطب الرياضي ومعالجة الرياضيين من الإصابات الناجمة من ممارسة الرياضة وكتب المقالات وقام بتأليف الكتب المتعلقة بالطب الرياضي وأصبح علما في مجاله ليس في ألمانيا وحسب بل في عموم أوروبا.

## النازية
في عام 1933 التحق بالحزب النازي الألماني وفي عام 1935 انتقل للعيش في مدينة برلين ومن نفس العام انضم إلى الوحدة الوقائي (SS) الشرسة وعمل على تأسيس أول مصح معنى بالإصابات الرياضية ومعالجة المقعدين وفاقدي الأطراف وتأهيلهم. واستمر صيته بالانتشار حتى ترأس الوفد الطبي لرياضيي صيف 1936 الشهير المقام في مدينة ميونخ وفي عام 1938 أصبح الطبيب الشخصي ل «هيملر» كما ترأس منظمة الصليب الأحمر الألمانية.

## خلال الحرب
خلال الحرب العالمية الثانية تحول المصح الرياضي لمستشفى لمعالجة جنود الوحدة الوقائية، وفي صميم عمله تم استدعاؤه من قبل «هيملر» ليتم معالجة الضابط الكبير «رینهارد هایدریش» الذي مُني بمحاولة اغتيال في مدينة «براغ» التشيكية، وخلال علاج «هايدريش» اعترض «غيبهارت» على إعطاء «هايدرش» نوع من أنواع المضادات الحيوية مما أدى إلى موت «هايدريش» بعد ثمانية أيام من حادثة اغتياله. مات «هايدريش» نتيجة تسمم الدم وتعنت «غيبهارت» من إعطائه المضاد الحيوي.

## حقل تجارب
خلال عمله في معسكر اعتقال «ريفنزبروك» ورغبته في ممارسة تجاربه الطبية على نزلاء المعتقل، لاقى «غيبهارت» مقاومة شديدة من مدير المعتقل «فرانز سوهرين» خوفا من الملاحقات القانونية اللاحقة كون المساجين من المعتقلين السياسيين، وبضغط من القوة الوقائية رضخ «سوهرين» ل «غيبهارت» وسمح له بممارسة تجاربه الطبية.
كان «هيملر» و«غيبهارت» تحديدا تحت ضغط تبرأة ساحة الوحدة الوقائية من تسببهم في وفاة «هایدریش» عندما منع «غيبهارت» المضاد الحيوي عن «هایدریش».
قسّم «غيبهارت» عينة المساجين إلى قسمين، قسم أخذ جرعة المضاد الحيوي (السلفوناميد) بعد تعرضه لجرح غائر والقسم الثاني لم يعطه مضادا حيويا. أولى «غيبهارت» عينة المساجين غير المعالجة بالسلفوناميد عناية طبية فائقة وأهمل معالجة عينة المساجين المعالجة بالسلفوناميد، تماثلت عينة المساجين التي أولاها «غيبهارت» عناية طبية للشفاء بينما لم تنجو العينة الأخرى وبهذا يثبت «غيبهارت» صحة نظريته بأن موت «هايدريش» لا علاقة له بعدم إعطائه دواء السلفوناميد.

## مرجع
- كارل غيبهارت من الموسوعة الإنجليزية